# 泰利·迪臣
泰利·迪臣（Terry Dixon，1990年1月15日—）是一名愛爾蘭足球運動員，司職前鋒，現時效力英超球會韋斯咸。由於體格強健、蓄短髮及擔任前鋒而被稱為「愛爾蘭朗尼」。

## 生平

### 球會
泰利·迪臣於8歲時獲前熱刺球員加里·布魯克（Garry Brooke）推介加入熱刺少年隊，在14歲時首次遭受嚴重膝傷，熱刺一直照料他直到復原。2006年7月1日加入熱刺成為青訓學院成員，但在8月時卻因膝蓋脫骹而需長期養傷。2007年1月26日泰利·迪臣剛滿17歲即獲熱刺時任領隊馬田·祖爾（Martin Jol）提供首份職業合約，當時他仍處康復期，此前他曾代表熱刺U-18作賽11場。在缺席整個2006/07年球季後，泰利·迪臣在2007/08年球季復出，但於2007年9月10日在一場對韋斯咸的U-18學院聯賽（Academy League）再次觸傷其右膝舊患，僅比賽了35分鐘便需由擔架抬離場，在經歷手術及長期康復治療後，於2008年3月6日與熱刺提前解約。
離開熱刺後迪臣並沒有放棄療傷，到比利時接受膝傷專家治理兩個月後，獲韋斯咸邀請他到其屬下的查特韦尔希斯訓練場（Chadwell Heath）進行康復治療，由專業醫療團隊全程跟進。在右膝傷患證實完全康復後，迪臣於2009年2月11日動筆簽約加盟韋斯咸，合約為期三年。

### 國家隊
泰利·迪臣雖然在英格蘭倫敦出生，因其母親為愛爾蘭人而有資格代表愛爾蘭參賽，曾代表U-16、U-17及U-21出賽。
愛爾蘭U-17在2006年歐洲U-17足球錦標賽闖進次輪外圍賽（Elite Round），被編在第6組與塞爾維亞和黑山、以色列及羅馬尼亞同組兼得分組賽主辦權，首仗4-0輕取羅馬尼亞，次仗對同樣一戰一勝的以色列，下半場才入替的迪臣在完場前補時階段，接應角球離門兩碼射入扳平1-1，避免提早出局，惟分組賽最後一場以0-3負於塞黑而將出線權拱手相讓給對方。迪臣在同年5月以16歲之齡仍就讀熱刺青訓學院獲時任隊領隊史當頓挑選加入愛爾蘭國家隊預備友賽對智利，成為愛爾蘭歷來第二最年輕入選的大國腳，其後在8月對荷蘭時再徵召入伍，惜因傷退隊無緣上陣。
2006年8月泰利·迪臣獲召加入愛爾蘭U-21，於9月1日歐洲U-21足球錦標賽外圍賽主場對比利時U-21下半場末段後補上陣，結果以0-1落敗。

## 榮譽
個人
- 愛爾蘭年度最佳U-17球員：2006年；

## 外部連結
- terry dixon - fact file （页面存档备份，存于），Mehstg.co.uk （英文）
- Dixon is Republic's rising star （页面存档备份，存于），BBC Sport （英文）
- Terry Dixon: the ecstasy and the agony，irishexaminer.com （英文）